# USS 엔터프라이즈 (NCC-1701)
USS 엔터프라이즈(영어: USS Enterprise (NCC-1701, Prime Reality))은 스타 트렉에 나오는 우주 함선이다. 2245년 진수되었으며 제임스 커크가 함장이다. 2285년 클링온과의 전투에서 선원들은 제네시스 행성으로 탈출하였으며 9초 후 엔터프라이즈는 자폭하였다.

## 제원
1. 총길이: 304.8미터, 총높이: 71.3미터, 전체폭: 141.7미터.
2. 제1선체: 원반부분(지휘실, 물체 전송장치, 컴퓨터, 오락실 등)은 길이: 146.3m, 높이: 32.9m, 폭(직경): 141.7m.
3. 제2선체: 기계실(엔진에 동력을 공급하는 반응로 포함)로 길이: 121.0m, 높이: 47.5m, 폭: 32.9m.
4. 엔진 나셀 2개(워프 엔진)는 길이: 154.8m, 높이: 18.3m, 폭: 12.6m.
5. 총 500명(장교 72명, 승원 428명)이 탑승.
6. 무장 : 페이저 광선포 - 18대(제1선체에 위치), 광자 미사일 - 발사관 2개(제1,2선체 연결부위에 위치, 광자 미사일20발 적재).
7. 동력 : 광속 이하 - 임펄스 엔진 + 임펄스 드라이브 시스템이며 광속 이상일 때는 물질-반물질 반응엔진 + 워프 드라이브 시스템.
8. 속도 : 안전 운항속도일 때 워프 6(광속의 216배), 12시간 순항속도일 때 워프 8(광속의 512배), 극한 상황일 때 워프 9(광속의 729배). ('워프'는 광속을 1로 한 단위로, 그 숫자의 3제곱을 광속의 배수로 표시한다. 즉, 워프 3이면 광속의 3 X 3 X 3 = 27배 속도를 말한다).
9. 가속력: 0에서 광속의 99%까지 - 19초. 광속의 99%에서 워프 1까지 - 1.1초. 워프 1 -> 워프 2 - 0.78초(워프 4까지 동일). 워프 4 -> 워프 5 - 0.67초(워프 8까지 동일). 워프 8 -> 워프 9 - 2.13초.

## 장교
1. 함장
  1. 제1대 함장 : 로버트 에이프릴 (2245 ~ 2250) - 진 로덴베리가 궁여지책 끝에 생각해 낸 캐릭터라고 한다.
  2. 제2대 함장 : 크리스토퍼 파이크 (2251 ~ 2265)
  3. 제3대 함장 : 제임스 커크 (2266 ~ 2270)
  4. 제4대 함장 : 윌리어드 데커 (2270 ~ 2271)
  5. 제5대 함장 : 제임스 커크 (2271 ~ 2276)
  6. 제6대 함장 : 스팍 (2277 ~ 2285)
2. 부함장
  1. 제1대 부함장 : 게리 미첼 (2265, 사망)
  2. 제2대 부함장 : 스팍 (2265 ~ 2273)
  3. 제3대 부함장 : 윌리어드 데커 (2273)
  4. 제4대 부함장 : 스팍 (2273 ~ 2277)
3. 2등급 부함장
  1. 제1대 2등급 부함장 : 스팍 (2273)
  2. 제2대 2등급 부함장 : 몽고메리 '스코티' 스콧 (2266 ~ 2273)
4. 기관실장 : 몽고메리 '스코티' 스콧 (2265 ~ 2285)
5. 의학 장교
  1. 제1대 의학 장교 : 마크 파이퍼 (2265)
  2. 제2대 의학 장교 : 닥터 레오나르드 '본즈' 맥코이 (2266 ~ 2270, 2270경, 2285)
  3. 제3대 의학 장교 : 크리스틴 차펠 (2273)
6. 조타수
  1. 제1대 조타수 : 게리 미첼 (2265, 사망)
  2. 제2대 조타수 : 히카루 술루 (2266 ~ 2270경, 2285)
  3. 제3대 조타수 : 르실레 (2266 ~ 2267)
  4. 제4대 조타수 : 한센 (2267)
  5. 제5대 조타수 : 해들리 (2267 ~ 2268)
  6. 제6대 조타수 : 드폴 (2267)
  7. 제7대 조타수 : 스피넬리 (2267)
  8. 제8대 조타수 : 카일 (2268)
  9. 제9대 조타수 : 라흐다 (2268)
  10. 제10대 조타수 : 도슨 워킹 베어 (2270)
7. 교신 장교
  1. 제1대 교신 장교 : 알덴 (2265)
  2. 제2대 교신 장교 : 니요타 우후라 (2266 ~ 2270경, 2285)
  3. 제3대 교신 장교 : 존 파렐 (2266)
  4. 제4대 교신 장교 : 팔머 (2267 ~ 2269)
  5. 제5대 교신 장교 : 안젤라 마틴 (2269)
  6. 제6대 교신 장교 : 음레스 (2269 ~ 2270)
8. 항해사
  1. 제1대 항해사 : 켈소 리 (2265)
  2. 제2대 항해사 : 데이브 베일리 (2266)
  3. 제3대 항해사 : 존 파렐 (2266)
  4. 제4대 항해사 : 케빈 라일리 (2266)
  5. 제5대 항해사 : 스틸스 (2266)
  6. 제6대 항해사 : 해들리 (2267 ~ 2269)
  7. 제7대 항해사 : 드살 (2267)
  8. 제8대 항해사 : 르실레 (2267)
  9. 제9대 항해사 : 페인터 (2269)
  10. 제10대 항해사 : 파벨 체콥 (2267 ~ 2269)
  11. 제11대 항해사 : 자나 헤인스 (2268)
  12. 제12대 항해사 : 아렉스 (2269 ~ 2270)
  13. 제13대 항해사 : 리아 (2273)
  14. 제14대 항해사 : 디팔코 (2273)
  15. 제15대 항해사 : 사빅 (2273)
9. 보안 장교
  1. 제1대 보안 장교 : 기오토 (2270)
  2. 제2대 보안 장교 : 파벨 체콥 (2270경, 2285)
10. 전술 장교
  1. 제1대 전술 장교 : 술루 대위 (2266 ~ 2270)
  2. 제2대 전술 장교 : 파벨 체콥 소위 (2267 ~ 2270)
11. 과학 장교
  1. 제1대 과학 장교 : 히카루 술루 (2265)
  2. 제2대 과학 장교 : 스팍 (2250경 ~ 2270, 2273 ~ 2270경)
  3. 제3대 과학 장교 : 윌리어드 데커 (2273)
  4. 제4대 과학 장교 : 파벨 체콥 (2285)
12. 일지 기록 장교
  1. 제1대 일지 기록 장교 : 벤자민 피니 (2267)
13. A&A(?) 장교
  1. 제1대 A&A 장교 : 팔라마스 (2267)

다음은 USS 엔터프라이즈를 지휘할 수 있는 장교의 목록이다.
1. 제임스 커크 : 최우선 순위이다.
2. 스팍 : 제임스 커크가 함교에 없을 때 지휘한다.
3. 몽고메리 스캇 : 제임스 커크와 스팍이 함교에 없을 때 지휘한다.
4. 히카루 술루 : 몽고메리 스캇마저 함교에 없을 때 지휘한다.

## 평행 현실
USS 엔터프라이즈(영어: Starship Enterprise, NCC-1701 Alternate Reality)는 2009년 영화인 스타 트렉: 더 비기닝의 주인공 함선으로 길이는 366m(영화상의 길이는 725m)최고 속도는 워프 9이다. 2258년 진수되었으며 벌컨에서의 전투에서 유일하게 살아 돌아온 함선이다. 2259년에는 USS 벤지언스 호에 맞서 싸우면서 심한 손상을 입었으나 전투에서 승리하였다. 2260년 대대적으로 개수 및 보수되었다. 그러나 개수 및 보수된 직후 받은 5년간의 임무를 마치지 못하고 임무 3년째인 2263년, 연방의 최전방 기지인 요크타운을 떠나 성운을 통과한 직후, 크롤과 수많은 우주선에 의해 엔터프라이즈호는 심각한 손상을 입었으며, 생존한 승무원 대부분은 크롤에게 납치되고, 함장과 체코프, 스코티는 탈출에 성공했다.

### 장교
1. 함장
  1. 제1대 함장 : 크리스토퍼 파이크 (2258)
  2. 제2대 함장 : 스팍 (2258)
  3. 제3대 함장 : 제임스 T.커크 (2258~2259)
  4. 제4대 함장 : 크리스토퍼 파이크 제독 (2259)
  5. 제5대 함장 : 제임스 T.커크 (2259~2263)
2. 부함장
  1. 제1대 부함장 : 스팍 (2258)
  2. 제2대 부함장 :제임스 T.커크(2258)
  3. 제3대 부함장 :스팍(2258~2263)
3. 항법사
  1. 항법사 : 마이클 파벨 체콥 (2258~2263)
4. 통신 장교
  1. 홉킨스 (2258)
  2. 니요타 우후라 (2258~2263)
5. 조타수
  1. 맥케나 (폐선충병에 걸림)
  2. 히카루 술루 (2258~2263)
6. 의학 장교
  1. 퓨리 (2258) - 사망
  2. 닥터 레오나르드 '본즈' 맥코이 (2258~2263)
7. 기관실장
  1. 올슨 (2258) - 사망
  2. 몽고메리 '스코티' 스콧 (2258~2263)

## 같이 보기
- USS 컨스텔레이션 (NCC-1017) - 진수연도 불명, 매튜 데커(맷 데커) 함장, 길이 약 300미터.
- USS 디파이언트 (NCC-1764) - 진수연도 불명, 2267년 실종, 함장 불명.